# العلاقات النيجرية المالية
العلاقات النيجرية المالية هي العلاقات الثنائية التي تجمع بين النيجر ومالي.

## مقارنة بين البلدين
هذه مقارنة عامة ومرجعية للدولتين:
| وجه المقارنة                                              | النيجر          | مالي            |
| --------------------------------------------------------- | --------------- | --------------- |
| المساحة (كم2)                                             | 1.27 مليون      | 1.24 مليون      |
| عدد السكان (نسمة)                                         | 21.48 مليون     | 18.54 مليون     |
| الكثافة السكانية (ن./كم²)                                 | 16.91           | 14.95           |
| العاصمة                                                   | نيامي           | باماكو          |
| اللغة الرسمية                                             | لغة فرنسية      | لغة فرنسية      |
| العملة                                                    | فرنك غرب أفريقي | فرنك غرب أفريقي |
| الناتج المحلي الإجمالي (بليون دولار)                      | 8.12 مليار      | 15.29 مليار     |
| الناتج المحلي الإجمالي (تعادل القوة الشرائية) بليون دولار | 19.01 مليار     | 35.69 مليار     |
| الناتج المحلي الإجمالي الاسمي للفرد دولار أمريكي          | 358             | 724             |
| الناتج المحلي الإجمالي للفرد دولار أمريكي                 | 938             | 1.60 ألف        |
| مؤشر التنمية البشرية                                      | 0.348           | 0.419           |
| رمز المكالمات الدولي                                      | +227            | +223            |
| رمز الإنترنت                                              | .ne             | .ml             |
| المنطقة الزمنية                                           | ت ع م+01:00     | 00              |

## منظمات دولية مشتركة
يشترك البلدان في عضوية مجموعة من المنظمات الدولية، منها:
| علم المنظمة | اسم المنظمة                                 | تاريخ انضمام النيجر | تاريخ انضمام مالي |
| ----------- | ------------------------------------------- | ------------------- | ----------------- |
|             | مؤسسة التنمية الدولية                       | 24 أبريل 1963       | 27 سبتمبر 1963    |
|             | الأمم المتحدة                               | 20 سبتمبر 1960      | 28 سبتمبر 1960    |
|             | منظمة التجارة العالمية                      | ?                   | ?                 |
|             | منظمة التعاون الإسلامي                      | ?                   | ?                 |
|             | البنك الإفريقي للتنمية                      | ?                   | ?                 |
|             | وكالة ضمان الاستثمار متعدد الأطراف          | 10 مايو 2012        | 22 أكتوبر 1992    |
|             | مجموعة دول أفريقيا والكاريبي والمحيط الهادئ | ?                   | ?                 |
|             | الاتحاد الأفريقي                            | ?                   | ?                 |
|             | منظمة الشرطة الجنائية الدولية               | ?                   | ?                 |
|             | المركز الدولي لتسوية المنازعات الاستشارية   | 14 ديسمبر 1966      | 2 فبراير 1978     |
|             | الاتحاد الدولي للاتصالات                    | 14 نوفمبر 1960      | 21 أكتوبر 1960    |
|             | الفريق المعني برصد الأرض                    | ?                   | ?                 |
|             | البنك الدولي للإنشاء والتعمير               | 24 أبريل 1963       | 27 سبتمبر 1963    |
|             | الاتحاد البريدي العالمي                     | ?                   | ?                 |
|             | منظمة حظر الأسلحة الكيميائية                | ?                   | ?                 |
|             | مؤسسة التمويل الدولية                       | 7 يناير 1980        | 9 مايو 1978       |
|             | أفريستات ‏                                   | 21 سبتمبر 1993      | 21 سبتمبر 1993    |
|             | أحدى                                        | ?                   | ?                 |
|             | يونسكو                                      | 10 نوفمبر 1960      | 7 نوفمبر 1960     |